# Torroja
Torroja (oficialmente en catalán Torroja del Priorat) es un municipio español de la comarca catalana de El Priorato, en la provincia de Tarragona. Está situado a orillas del río Siurana.

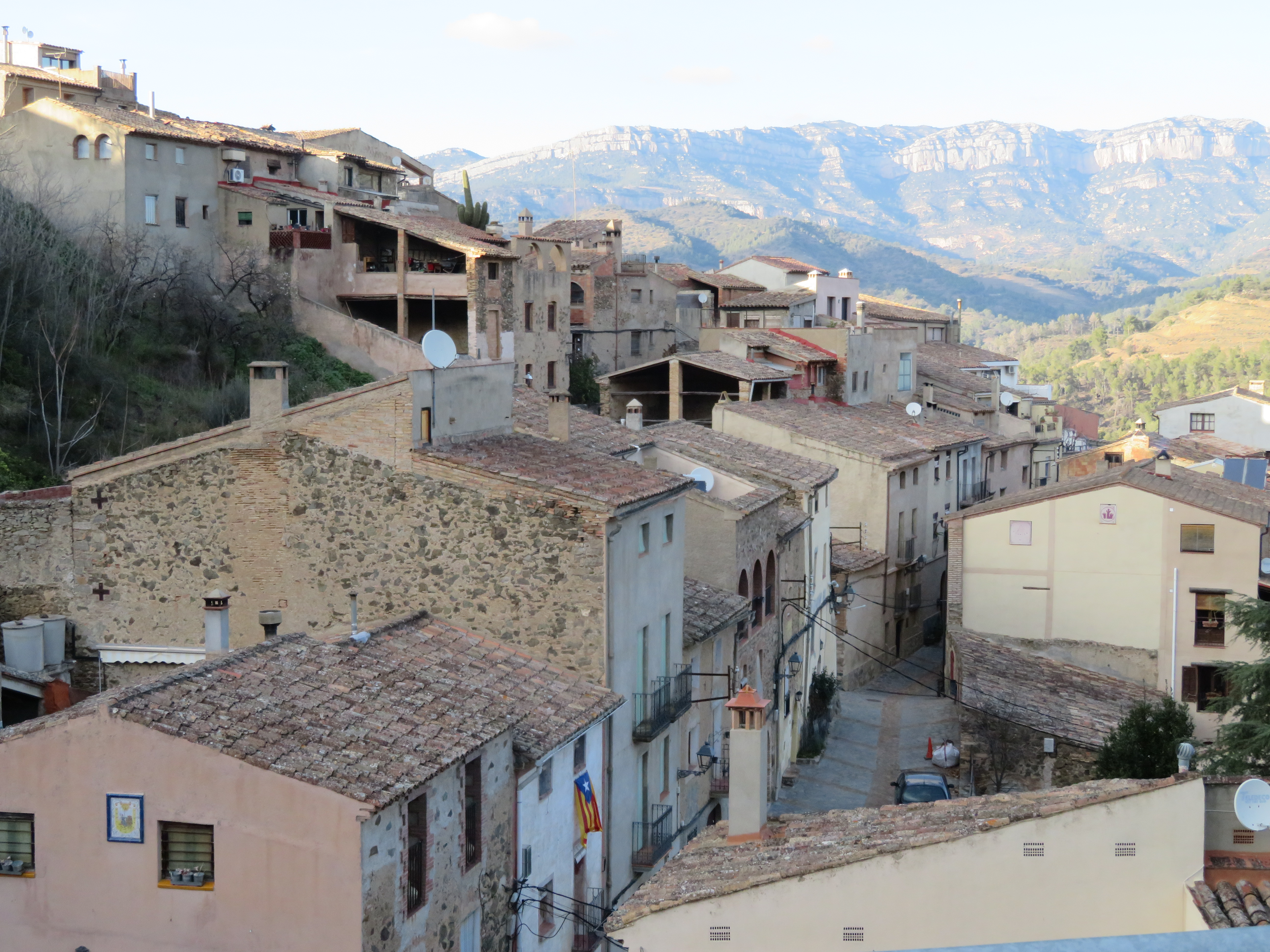
Municipio de Torroja

## Historia
El topónimo Torroja procede de la Torre Roja, una torre de vigilancia construida por los árabes en el siglo X. Aparece citado por primera vez en 1270. El documento en cuestión es el acta de población concedida a Poboleda en la que aparece citado el término Torrogia. Formaba parte del priorato de la Cartuja de Escaladei.
Durante la primera guerra carlista se fortificó el pueblo. Durante la segunda guerra carlista lo que se fortificó fue la iglesia, que fue quemada tras la ocupación del pueblo por las tropas carlistas.

## Geografía humana

### Demografía
Cuenta con una población de 137 habitantes (INE 2024).
| Gráfica de evolución demográfica de Torroja entre 1842 y 2021 |
| |
| Población de derecho según los censos de población del INE Población de hecho según los censos de población del INEEn estos censos se denominaba Torroja: 1842, 1857, 1897, 1900, 1910, 1920, 1930, 1940, 1950, 1960, 1970 y 1981 En estos censos se denominaba Torroija: 1860, 1877 y 1887 |

### Economía
La principal actividad económica es la agricultura. Destaca el cultivo de la viña, almendro, avellano y olivo. Dispone de cooperativa agrícola desde 1934.

## Cultura
La iglesia parroquial está dedicada a san Miguel. Se trata de un edificio de tres naves construido en el siglo XVIII. Es de estilo neoclásico con algunos elementos barrocos. El órgano del templo fue construido en 1800 por Joan Pere Cavaller en estilo romántico francés, aunque tiene elementos catalanes. 
Son muy pocos los restos que quedan de las antiguas fortificaciones de la población. Hay pequeños rastros de la torre sarracena que dio nombre al municipio. También son visibles la puerta y una reja de una antigua prisión.
Torroja celebra su fiesta mayor el 29 de septiembre, festividad de san Miguel. En el mes de mayo se celebran unos Juegos Florales.